# Gontscharovia
Gontscharovia es un género monotípico de plantas con flores perteneciente a la familia Lamiaceae. Su única especie: Gontscharovia popovii (B.Fedtsch. & Gontsch.) Boriss., es originaria de Afganistán hasta el oeste del Himalaya.

## Descripción
Es un arbusto muy ramificado  con un rizoma leñoso grueso y la floración ascendente-erecta con tallos de 40 cm de altura. Los tallos con un indumento de pelos eglandulares  muy cortos. Hojas de forma variable, oblongo lineales a elípticas, de 8-15 x 3-5 mm, con glándulas rojizas puntiformes y con o sin pelos eglandulares muy cortos, apical agudo, cuneadas basalmente, subsésiles. Las inflorescencias verticiladas, poco pedunculadas. Brácteas más cortas que el tubo del cáliz. Cáliz de 4 mm de largo, con  ± pelos cortos y glándulas puntiformes de color rojo, dientes triangulares a triangular-lanceolados. Corola blanca o rosa pálido, de 5-6.5 mm de largo. El fruto en forma de núculas de 1,5 x 0,5 mm.
Se trata de una especie distinta, algo variable a lo largo de su extensión total en la forma de la hoja (en Pakistán, linear-oblongas, en Asia central, ampliamente lanceoladas). Posiblemente más extendida de lo que los tres expedientes citados implicaría. El género está aparentemente más estrechamente relacionados con Satureja (no con Mentha a la que se alió en la descripción original), su estado es algo incierto.

## Sinonimia
- Satureja popovii B.Fedtsch. & Gontsch., Trudy Glavn. Bot. Sada 41: 117 (1929).
- Micromeria gontscharovii Vved., Bot. Mater. Gerb. Inst. Bot. Akad. Nauk Uzbeksk. S.S.R. 16: 17 (1961).
- Micromeria popovii (B.Fedtsch. & Gontsch.) Vved., in Fl. Uzbekist. 5: 404 (1961).
- Micromeria afghanica Freitag, Notes Roy. Bot. Gard. Edinburgh 31: 353 (1972).[2]